# Maria João Pires
Maria João Alexandre Barbosa Pires (Lisszabon, 1944. július 23. – ) portugál zongoraművész. Nevében a Barbosa az anyai, a Pires az apai családnév.

## Élete, munkássága
Maria João Pires Lisszabonban született João Baptista Pires és Alzira dos Santos Alexandre Barbosa gyermekeként. Apja két héttel a születése előtt meghalt. Hároméves korában kezdett el zongorázni, és két évvel később már fel is lépett nyilvánosan, hétéves korában pedig Mozart-versenyműveket adott elő Oportóban. Gyermekkorában mély benyomást tett rá Ginette Neveu francia hegedűművész lisszaboni koncertje. Kilencéves korában megkapta Portugália legmagasabb, fiatal zenészek számára adható kitüntetését. 1953-tól 1960-ig a Lisszaboni Konzervatóriumban tanult, 16 évesen végzett. Campos Coelhó és Francine Benoit tanítványa volt, zeneszerzési, zeneelméleti és zenetörténeti tanulmányokat is folytatott. Posztgraduális képzésre Németországba utazott, ahol a Müncheni Zeneakadémián Rösl Schmidtnél, Hannoverben Karl Engelnél tanult. 1970-ben megnyerte a brüsszeli bicentenáriumi Nemzetközi Beethoven Versenyt. A versenyeket mindazonáltal nem szereti, később úgy nyilatkozott, hogy „a versenyek kiveszik a lelket a zenészekből”.
1986-ban nagy sikerrel mutatkozott be Londonban a Queen Elizabeth Hallban. 1987-ben Hamburgban, Párizsban és Amszterdamban szerepelt a Gustav Mahler Ifjúsági Zenekar nyitó turnéján, Claudio Abbadóval. 1989-ben debütált New Yorkban, és ugyanebben az évben lemezszerződést írt alá a Deutsche Grammophonnal. Frédéric Chopin noktürnjeinek itt készült, 1996-ban megjelent kétlemezes felvételét kritikusok a legjobbnak tartották. Fellépett a világ minden táján az összes nagyobb zenekarral, köztük a Berlini Filharmonikus Zenekarral, a Bostoni Szimfonikus Zenekarral, a Royal Concertgebouw Orchestrával, a Londoni Filharmonikus Zenekarral, az Orchestre de Paris-val, a Budapesti Fesztiválzenekarral és a Bécsi Filharmonikusokkal. Szerepelt számos híres zenei fesztiválon, például a Schleswig-Holsteini Zenei Fesztiválon, a schwarzenbergi Schubertiadén, Tanglewoodban, a Ravinia, a Montpellier-i, a Salzburgi, a Luzerni, az Edinburgh-i Fesztiválon és a BBC Promson. Fellépései és lemezfelvételei alapján Mozart legavatottabb előadójának ismerték el, de dicsérték más klasszikus zeneszerzők, például Bach, Chopin és Schubert műveinek előadását is. Zenekari szólistaként végzett munkája mellett szívesen kamarazenél, 1992-ben Japánba látogatott egy hosszabb kamarazenei koncertkörútra Augustin Dumay hegedűművésszel, akivel néhány évig együtt élt. 1998-ban a Dumay-vel és Vang Csian csellistával alkotott trióval a Távol-Keleten turnézott. Szóló, zenekari és kamarakoncertjei, lemezfelvételei állandó elfoglaltságot jelentenek számára, és minden nevesebb karmesterrel fellépett, például Claudio Abbado, Charles Mackerras, Emmanuel Krivine, Trevor Pinnock, Charles Dutoit, Maurizio Pollini, John Eliot Gardiner, Riccardo Chailly, Charles Mackerras, Takács-Nagy Gábor.
1999-ben létrehozott Portugáliában egy interkulturális központot, a Belgais Művészeti Tanulmányi Központot. Rendszeresen kínál interdiszciplináris workshopokat professzionális zenészek és zenekedvelők számára. A Belgais koncerttermében rendszeresen zajlanak koncertek és felvételek. 2000-ben több hónapra visszavonult, hogy az oktatási projektjeire összpontosíthasson. 2006-ban Brazíliába, Lauro de Freitasba költözött, mert megromlott a kapcsolata a portugál hatóságokkal a hátrányos helyzetű gyermekek iskolája miatt. 2012-ben Belgiumban két egymást kiegészítő projektet kezdeményezett (Hesperos Choir, Partitura Workshops), a nehéz sorsú gyermekek számára létrehozott kórusokra koncentrálva. Amikor a főként pénzügyi jellegű problémák rendeződtek, 2017-ben visszaköltözött Portugáliába, festői birtokára, Belgaisbe, új lendületet adva szabadtéri nyári fesztiváljának és projektjeinek. Itt látogatta meg 2019-ben Marcelo Rebelo de Sousa portugál elnök, és kitüntette a Kulturális Érdeméremmel (Medalha de Mérito Cultural).
2017 decemberében bejelentette, hogy visszavonul a koncertezéstől, de néhány 2018-as koncertjét még megtartja. Meglepő módon úgy nyilatkozott, hogy „a zongora a legfőbb oka, hogy visszavonulok. Soha nem volt jó kapcsolatom vele”. Azt is elmondta, hogy „továbbra is dolgozom majd fiatal zenészekkel, talán felvételeket is készítek, mert arra soha nem jutott annyi időm, mint szerettem volna”. Ezután azonban meggondolta magát, további szerepléseket vállalt, 2021-ben például fellépett a budapesti Zeneakadémián, ahol Mozart d-moll zongoraversenyét (K. 466) játszotta, a Verbier Fesztivál Kamarazenekarát Takács-Nagy Gábor vezényelte.
1983-ban kitüntették a Militar de Sant'Iago da Espada Rend lovagja címmel, 1998-ban ugyanennek a rendnek a nagykeresztjével. 1989-ben az Infante D. Henrique-rend parancsnoka lett, 2020-ban pedig megkapta a nagykeresztet. 2002-ben elnyerte az IMC-Unesco-Music Díjat, 2003-ban pedig a Német Lemezkritikusok Díját, Beethoven teljes hegedű-zongoraszonátáinak felvételéért (Dumay-vel). 2006-ban Don Juan de Borbón da Música-díjat kapott Segoviában. 2019-ben a barcelonai Pompeu Fabra Egyetem díszdoktori címmel tüntette ki. 2021-ben a Beethoven Akadémia neki ítélte a Nemzetközi Beethoven-díjat.
Pályafutása egyedülálló eseménye történt meg vele 1997-ben, amikor egy könnyed, előzetes próba nélküli délidei hangversenyre készült Riccardo Chailly és az amszterdami Concertgebouw zenekara társaságában: Mozart 20., d-moll zongoraversenye volt a műsoron. Amikor azonban a zenekar elkezdte, Pires rájött, hogy nem ezt a darabot gyakorolta ki. Hangosan jelezte is a karmesternek, hogy gond van, Chailly azonban tovább vezényelt, és azt mondta neki, hogy „Ezt játszottad az elmúlt évadban is velünk. Biztos vagyok benne, hogy meg tudod csinálni, méghozzá jól”. „Megpróbálom” – mondta még mindig kétségbeesve Pires, de a viszonylag hosszú zenekari bevezetőnek hála volt még egy kis ideje, hogy felelevenítse a darabot, majd az adott pillanatban gond nélkül belépett, és végigjátszotta a versenyművet.
Pires nem akar megfelelni a koncertező művész hagyományos képének, a színpadi koncertfellépésekkel soha nem barátkozott meg. Úgy véli, hogy a koncertek formájának meg kell változnia, hogy informálisabbak és nyugodtabbak legyenek. Fellépésein a szolid öltözéket preferálja, soha nem vesz fel hagyományos estélyi ruhát. „Nem viselek sminket, és a hajam mindig rövidre van vágva. … Csak lapos cipőt viselek” – mondta. 2006-ban Salamancában rosszul lett, szívműtéten esett át. Felépülése után egyik hangfelvételét az orvosi csapatnak ajánlotta.
Véleménye szerint a zenének jobbá kell tennie a világot. „Nagyon sok vészhelyzettel kell most megküzdenünk a társadalmunkban, olyan dolgokkal, mint a család felbomlása, a környezeti katasztrófák” – mondta ezzel kapcsolatban. A továbbiakban: „Úgy gondolom, hogy mindenki művésznek születik, és a művészetet meg kell osztani minden emberrel ezen a bolygón. … A zenetanulás az életről való tanulás.”
Négy felnőtt lánya és öt unokája van, örökbe fogadott két fiút.

## Felvételei
Válogatás az AllMusic és a Discogs nyilvántartása alapján.

| Megjelenés | Tartalom | Közreműködők                                                                                          | Kiadó               |
| ---------- | --- | --- | ------------------- |
| 1971       | Beethoven: Sonatas de Beethoven                                                                                      | | Emissora Nacional   |
| 1972       | Mozart: Concertos pour Piano N°9 & 17                                                                                | Orchestre de Chambre de la Fondation Gulbenkian de Lisbonne, Theodor Guschlbauer                      | Erato               |
| 1974       | Mozart: Concerto pour Piano Nº 21 KV 467, Trois Rondos en Re Majeur KV 382, en La Mineur KV 511, en La Majeur KV 386 | Orchestre de Chambre de la Fondation Gulbenkian de Lisbonne, Theodor Guschlbauer                      | Erato               |
| 1974       | Mozart: Les Sonates pour Piano, Volume 1                                                                             | | Denon               |
| 1976       | Bach: Trois Concertos pour Piano                                                                                     | Orchestre De Chambre de la Fondation Gulbenkian de Lisbonne, Michel Corboz                            | Erato               |
| 19746      | Mozart: Les Sonates pour Piano, Volume 6                                                                             | | Denon               |
| 1979       | Chopin: Les Deux Concertos pour Piano, La Krakowiak en Fa Majeur Op.14                                               | Orchestre National de L'Opéra de Monte-Carlo, Armin Jordan                                            | Erato               |
| 1984       | Chopin: 14 Valses | | Erato               |
| 1985       | Schumann: Kinderszenen Op. 15, Waldszenen Op. 82, Bunte Blätter Op. 99                                               | | Erato               |
| 1989       | Mozart: Piano Sonatas K. 310, 333, 545                                                                               | | Deutsche Grammophon |
| 1990       | Mozart: Piano Sonatas K. 331 „Alla Turca” K. 457, Fantasias K. 397, K. 475                                           | | Deutsche Grammophon |
| 1992       | Brahms: Die Violinsonaten                                                                                            | Augustin Dumay                                                                                        | Deutsche Grammophon |
| 1993       | Mozart: Piano Sonatas K.309, K.332, K.570                                                                            | | Deutsche Grammophon |
| 1995       | Schumann: Fantasiestücke                                                                                             | | Deutsche Grammophon |
| 1996       | Brahms: Piano Trios Nos. 1 & 2                                                                                       | Augustin Dumay, Jian Wang                                                                             | Deutsche Grammophon |
| 1997       | Mozart: Piano Trios K.496 & 502                                                                                      | Augustin Dumay, Jian Wang                                                                             | Deutsche Grammophon |
| 2000       | Schumann: Piano Concerto, Piano Quintet                                                                              | Augustin Dumay, Renaud Capuçon, Gérard Caussé, Jian Wang, Chamber Orchestra of Europe, Claudio Abbado | Deutsche Grammophon |
| 2002       | Beethoven: Complete Violin Sonatas                                                                                   | Augustin Dumay                                                                                        | Deutsche Grammophon |
| 2005       | Mozart: Piano Concertos Nos. 14, 17 & 21                                                                             | Chamber Orchestra of Europe, Wiener Philharmoniker, Claudio Abbado                                    | Deutsche Grammophon |
| 2008       | Chopin: Nocturnes – A Selection                                                                                      | | Deutsche Grammophon |
| 2012       | Mozart: Piano Concertos Nos. 20 & 27                                                                                 | Orchestra Mozart, Claudio Abbado                                                                      | Deutsche Grammophon |
| 2014       | Mendelssohn: Symphony No. 3 „Scottish”, Overture – The Hebrides, Schumann: Piano Concerto                            | London Symphony Orchestra, John Eliot Gardiner                                                        | LSO Live            |
| 2015       | Beethoven: Piano Concerto No. 2, Triple Concerto                                                                     | Gordan Nikolitch, Tim Hugh, Lars Vogt, London Symphony Orchestra, Bernard Haitink                     | LSO Live            |
| 2020       | Mozart, Franck, Brahms: Sonatas for Piano & Violin                                                                   | Augustin Dumay                                                                                        | Esoteric Company    |
| 2022       | Chopin: Piano Concertos Nos. 1 & 2                                                                                   | The Royal Philharmonic Orchestra, André Previn                                                        | Deutsche Grammophon |